# Giovanni II (vescovo di Trani)
Giovanni II (... – Trani, ...; fl. 1053-1059) è stato vescovo di Trani nell'XI secolo.
È noto per essere stato coinvolto nello scisma tra la Chiesa di Roma e le chiese orientali del 1054. Fu infatti il destinatario, l'anno prima, della lettera del patriarca di Costantinopoli Michele Cerulario e dell'arcivescovo di Acrida Leone contro gli abusi dei latini che diede inizio allo scisma.
Andò come ambasciatore a Costantinopoli e fu nominato sincello; il patriarca lo chiamò "arcivescovo [di Trani] e sincello", con titolarità sulle chiese di Siponto e del Gargano. Papa Niccolò II lo depose nel Concilio di Melfi del 1059 per la sua affiliazione al patriarca di Costantinopoli e per avere esteso le sue mire sulla chiesa di Siponto.